# Câu lạc bộ bóng đá Quảng Nam
Câu lạc bộ bóng đá Quảng Nam là một câu lạc bộ bóng đá chuyên nghiệp tại Việt Nam, có trụ sở ở phường Tam Kỳ, thành phố Đà Nẵng.
Sân nhà của câu lạc bộ là Sân vận động Tam Kỳ, có sức chứa khoảng 16.000 chỗ ngồi.

## Lịch sử
Câu lạc bộ bóng đá Quảng Nam (tiền thân là: Đội bóng đá Công nhân Quảng Nam - Đà Nẵng), sau đó đổi tên là Đội bóng đá Quảng Nam - Đà Nẵng. Vào cuối thập niên 1980 đầu thập niên 1990, Quảng Nam - Đà Nẵng là một câu lạc bộ cực kì mạnh và đáng gờm vào thời điểm đó. Sau đó, khi tách tỉnh Quảng Nam - Đà Nẵng (Quảng Đà) năm 1997 thì Câu lạc bộ bóng đá Quảng Nam được tách ra riêng và thành lập một câu lạc bộ riêng. Năm 2003, đội giành ngôi Á quân giải Hạng Nhì và lên chơi ở Hang Nhất, tuy nhiên Quảng Nam đã trở lại Hạng Nhì sau mùa bóng 2007. Năm 2008, đội bóng đoạt chức vô địch Hạng Nhì và giành quyền lên thi đấu tại Giải hạng Nhất Quốc gia 2009. Mùa giải 2013, đội chính thức giành vé thăng hạng V.League 2014 sau khi giành chức vô địch hạng nhất quốc gia. Chỉ sau ba mùa giải, Quảng Nam đã có chức vô địch quốc gia đầu tiên trong lịch sử của đội bóng, đúng vào dịp kỷ niệm 20 năm tái lập tỉnh. Tuy nhiên, Quảng Nam sau đó phải nhường suất dự AFC Cup 2018 cho FLC Thanh Hóa do không đáp ứng các tiêu chí từ AFC về hệ thống cơ sở vật chất và hệ thống đào tạo cầu thủ trẻ.
Tại Cúp Quốc gia, Quảng Nam cũng 2 lần liên tiếp giành huy chương đồng vào các năm 2016 và 2017, đạt ngôi Á quân năm 2019, cùng với đó là chức vô địch Siêu cúp quốc gia năm 2017.
Năm 2020, sau một mùa giải thất bại, Quảng Nam buộc phải xuống chơi tại Giải bóng đá hạng nhất quốc gia 2021. Ngay sau đó, câu lạc bộ hạ quyết tâm trở lại V.League 1 2022 bằng một sự đầu tư rất lớn. Theo đề án phát triển đội bóng, Quảng Nam trong 3 năm phải trở lại hạng chuyên nghiệp, sớm nhất là ngay trong năm 2021.
Trải qua các mùa giải, câu lạc bộ lần lượt mang tên Nhựa Hoa Sen Quảng Nam, Quảng Nam Xuân Thành, Bảo hiểm Thái Sơn Quảng Nam. Ngày 26 tháng 12 năm 2011, câu lạc bộ được đổi tên thành QNK Quảng Nam sau khi được Công ty Cổ phần đầu tư QNK tài trợ. Đến ngày 29 tháng 12 năm 2016, đội bóng chính thức đổi tên thành Câu lạc bộ bóng đá Quảng Nam như hiện nay.
Năm 2023, câu lạc bộ đã vô địch V.League 2 2023 khi hơn câu lạc bộ PVF-CAND về hiệu số bàn thắng và được thăng hạng lên V.League 1 2023–24. Nhưng sau khi thăng hạng, vì sân vận động Tam Kỳ không đủ tiêu chuẩn về cơ sở hạ tầng nên đội chuyển đến sân vận động Hòa Xuân, sân nhà của câu lạc bộ SHB Đà Nẵng vừa mới xuống hạng làm sân nhà tạm thời.

## Trang phục thi đấu
| Giai đoạn     | Hãng trang phục | Nhà tài trợ in lên áo 1 | Nhà tài trợ in lên áo 2 |
| ------------- | --------------- | ----------------------- | ----------------------- |
| 2004-2013     | không có        | không có                | không có                |
| 2014          | Kappa           | Collagea                | không có                |
| 2015-2017     | không có        | không có                | không có                |
| 2018          | Jogarbola       | batdongsan.com          | không có                |
| 2019          | Jogarbola       | LS                      | không có                |
| 2020          | Jogarbola       | Tập đoàn Đất Quảng      | LS                      |
| 2021          | Grand Sport     | không có                | không có                |
| 2022          | Kamito          | không có                | không có                |
| 4/2023-9/2023 | VNA Sports      | không có                | không có                |
| 9/2023-nay    | Kelme           | không có                | không có                |

| Trang phục sân nhà |
| ------------------ |
| 2017               |

| Trang phục sân khách | Trang phục sân khách |
| -------------------- | -------------------- |
| 2017                 | 2023-2024            |

## Đội hình hiện tại
Tính đến mùa giải V.League 1 - 2024–25
Ghi chú: Quốc kỳ chỉ đội tuyển quốc gia được xác định rõ trong điều lệ tư cách FIFA. Các cầu thủ có thể giữ hơn một quốc tịch ngoài FIFA.
| Số | VT | Quốc gia | Cầu thủ                       |
| -- | -- | -------- | ----------------------------- |
| 1  | TM | Việt Nam | Nguyễn Văn Công               |
| 2  | HV | Việt Nam | Vũ Tiến Long (mượn từ Hà Nội) |
| 3  | HV | Việt Nam | Trần Ngọc Hiệp                |
| 5  | HV | Cameroon | Alain Eyenga                  |
| 8  | TV | Việt Nam | Phan Thanh Hậu                |
| 11 | TV | Việt Nam | Nguyễn Văn Trạng              |
| 12 | HV | Việt Nam | Trần Hoàng Trung              |
| 13 | HV | Việt Nam | Khổng Minh Gia Bảo            |
| 14 | HV | Việt Nam | Nguyễn Văn Đạt                |
| 15 | TV | Việt Nam | Trương Thanh Vương            |
| 16 | TV | Việt Nam | Lê Văn Quang Duyệt            |
| 17 | TV | Việt Nam | Uông Ngọc Tiến                |
| 18 | TV | Việt Nam | Võ Văn Toàn                   |

| Số | VT | Quốc gia | Cầu thủ                          |
| -- | -- | -------- | -------------------------------- |
| 19 | HV | Việt Nam | Đoàn Công Thành                  |
| 20 | TV | Việt Nam | Lê Vũ Quốc Nhật                  |
| 21 | TV | Việt Nam | Nguyễn Văn Hiệp                  |
| 22 | TV | Việt Nam | Nguyễn Phú Nguyên                |
| 23 | TV | Việt Nam | Đặng Văn Lắm                     |
| 26 | TM | Việt Nam | Tống Đức An                      |
| 28 | TV | Việt Nam | Phù Trung Phong                  |
| 29 | TĐ | Việt Nam | Ngân Văn Đại (đội trưởng)        |
| 34 | TM | Việt Nam | Nguyễn Tiến Mạnh                 |
| 35 | HV | Việt Nam | Nguyễn Duy Dương                 |
| 37 | HV | Việt Nam | Võ Ngọc Đức                      |
| 39 | TĐ | Việt Nam | Hoàng Vũ Samson (đội phó)        |
| 59 | HV | Việt Nam | Hứa Quốc Thắng                   |
| 68 | TV | Việt Nam | Nguyễn Cảnh Tài (mượn từ Hà Nội) |
| 90 | TĐ | Nigeria  | Charles Atshimene                |
| 94 | TĐ | Nigeria  | Ugochukwu Oduenyi                |
| 98 | TV | Việt Nam | Hoàng Thế Tài                    |

## Các huấn luyện viên trong lịch sử
| Các huấn luyện viên trưởng của Quảng Nam \| - 2005-2006: Luciano De Abreu - 2007: Nguyễn Thành Kiểm - 2008-2009: Lê Văn Minh - 2009-2010: Trần Vũ - 2010: José Luis - 2010-2011: Nguyễn Mạnh Cường - 2011-2012: Trần Vũ - 15/9/2012-29/4/2013: Nguyễn Văn Thịnh - 2/5/2013-28/8/2014: Vũ Quang Bảo - 9/2014-22/5/2019: Hoàng Văn Phúc - 22/5/2019-30/6/2020: Vũ Hồng Việt - 01/7/2020-17/7/2020: Đào Quang Hùng - 11/10/2020-10/4/2021: Nguyễn Thành Công - 10/4/2021-3/4/2022: Dương Hồng Sơn - 3/4/2022-nay: Văn Sỹ Sơn \| |
| - 2005-2006: Luciano De Abreu - 2007: Nguyễn Thành Kiểm - 2008-2009: Lê Văn Minh - 2009-2010: Trần Vũ - 2010: José Luis - 2010-2011: Nguyễn Mạnh Cường - 2011-2012: Trần Vũ - 15/9/2012-29/4/2013: Nguyễn Văn Thịnh - 2/5/2013-28/8/2014: Vũ Quang Bảo - 9/2014-22/5/2019: Hoàng Văn Phúc - 22/5/2019-30/6/2020: Vũ Hồng Việt - 01/7/2020-17/7/2020: Đào Quang Hùng - 11/10/2020-10/4/2021: Nguyễn Thành Công - 10/4/2021-3/4/2022: Dương Hồng Sơn - 3/4/2022-nay: Văn Sỹ Sơn                                                |

## Thành phần ban huấn luyện
| Chức vụ                | Tên             |
| ---------------------- | --------------- |
| Chủ tịch câu lạc bộ    | Lê Định         |
| Trưởng đoàn            | Nguyễn Trọng    |
| Huấn luyện viên trưởng | Văn Sỹ Sơn      |
| Trợ lý huấn luyện viên | Dương Văn Tuyến |
| Trợ lý huấn luyện viên | Cao Sỹ Cường    |
| Trợ lý huấn luyện viên | Huỳnh Quốc Anh  |
| Trợ lý huấn luyện viên | Nguyễn Văn Bé   |

## Biểu tượng của câu lạc bộ

2011 – 2016
2016 – nay

## Danh hiệu
| Giải đấu                | Số lượng | Năm vô địch |
| Giải Vô địch Quốc gia   | 1        | 2017        |
| Giải hạng Nhất Quốc gia | 2        | 2013, 2023  |
| Giải hạng Nhì Quốc gia  | 2        | 2003, 2008  |
| Siêu cúp Quốc gia       | 1        | 2017        |

Giao hữu
- Cúp Thiên Long:
  - Vô địch: 2024

## Thành tích tại Giải đấu trong nước

### V.League
| Chú giải màu sắc | Chú giải màu sắc |
| ---------------- | ---------------- |
| Vô địch          |                  |
| Á quân           |                  |
| Hạng ba          |                  |
| Hạng tư          |                  |
| Thăng hạng       |                  |
| Tranh trụ hạng   | Thắng play-off   |
| Tranh trụ hạng   | Thua play-off    |
| Xuống hạng       |                  |

| Thành tích của Quảng Nam từ khi V.League được thành lập | Thành tích của Quảng Nam từ khi V.League được thành lập | Thành tích của Quảng Nam từ khi V.League được thành lập | Thành tích của Quảng Nam từ khi V.League được thành lập | Thành tích của Quảng Nam từ khi V.League được thành lập | Thành tích của Quảng Nam từ khi V.League được thành lập | Thành tích của Quảng Nam từ khi V.League được thành lập | Thành tích của Quảng Nam từ khi V.League được thành lập | Thành tích của Quảng Nam từ khi V.League được thành lập | Thành tích của Quảng Nam từ khi V.League được thành lập | Thành tích của Quảng Nam từ khi V.League được thành lập | Thành tích của Quảng Nam từ khi V.League được thành lập |                             |
| Năm                                                     | Hạng đấu                                                | Hạng đấu                                                | Hạng đấu                                                | Thành tích                                              | St                                                      | T                                                       | H                                                       | B                                                       | Bt                                                      | Bb                                                      | Điểm                                                    |                             |
| Năm                                                     | I                                                       | II                                                      | III                                                     | Thành tích                                              | St                                                      | T                                                       | H                                                       | B                                                       | Bt                                                      | Bb                                                      | Điểm                                                    |                             |
| ------------------------------------------------------- | ------------------------------------------------------- | ------------------------------------------------------- | ------------------------------------------------------- | ------------------------------------------------------- | ------------------------------------------------------- | ------------------------------------------------------- | ------------------------------------------------------- | ------------------------------------------------------- | ------------------------------------------------------- | ------------------------------------------------------- | ------------------------------------------------------- | --------------------------- |
| 2000–01                                                 |                                                         |                                                         |                                                         | Không rõ                                                | Không rõ thành tích cụ thể                              | Không rõ thành tích cụ thể                              | Không rõ thành tích cụ thể                              | Không rõ thành tích cụ thể                              | Không rõ thành tích cụ thể                              | Không rõ thành tích cụ thể                              | Không rõ thành tích cụ thể                              |                             |
| 2001–02                                                 |                                                         |                                                         |                                                         | Thứ 6 bảng A                                            | 14                                                      | 5                                                       | 2                                                       | 7                                                       | 16                                                      | 21                                                      | 17                                                      |                             |
| 2003                                                    |                                                         |                                                         |                                                         | Á quân                                                  | Không rõ thành tích cụ thể                              | Không rõ thành tích cụ thể                              | Không rõ thành tích cụ thể                              | Không rõ thành tích cụ thể                              | Không rõ thành tích cụ thể                              | Không rõ thành tích cụ thể                              | Không rõ thành tích cụ thể                              |                             |
| 2004                                                    |                                                         |                                                         |                                                         | Thứ 8                                                   | 22                                                      | 6                                                       | 6                                                       | 10                                                      | 24                                                      | 30                                                      | 24                                                      |                             |
| 2005                                                    |                                                         |                                                         |                                                         | Thứ 11                                                  | 22                                                      | 5                                                       | 7                                                       | 10                                                      | 16                                                      | 21                                                      | 22                                                      |                             |
| 2006                                                    |                                                         |                                                         |                                                         | Thứ 8                                                   | 26                                                      | 6                                                       | 13                                                      | 7                                                       | 26                                                      | 19                                                      | 31                                                      |                             |
| 2007                                                    |                                                         |                                                         |                                                         | Thứ 13                                                  | 26                                                      | 6                                                       | 6                                                       | 14                                                      | 20                                                      | 40                                                      | 24                                                      |                             |
| 2008                                                    |                                                         |                                                         |                                                         | Vô địch                                                 | 10                                                      | 6                                                       | 3                                                       | 1                                                       | 12                                                      | 5                                                       | 21                                                      |                             |
| 2009                                                    |                                                         |                                                         |                                                         | Thứ 12                                                  | 24                                                      | 4                                                       | 11                                                      | 9                                                       | 23                                                      | 36                                                      | 23                                                      |                             |
| 2010                                                    |                                                         |                                                         |                                                         | Thứ 5                                                   | 24                                                      | 11                                                      | 5                                                       | 8                                                       | 28                                                      | 22                                                      | 38                                                      |                             |
| 2011                                                    |                                                         |                                                         |                                                         | Thứ 9                                                   | 26                                                      | 7                                                       | 9                                                       | 10                                                      | 30                                                      | 33                                                      | 30                                                      |                             |
| 2012                                                    |                                                         |                                                         |                                                         | Thứ 10                                                  | 26                                                      | 7                                                       | 10                                                      | 9                                                       | 27                                                      | 32                                                      | 31                                                      |                             |
| 2013                                                    |                                                         |                                                         |                                                         | Vô địch                                                 | 14                                                      | 7                                                       | 4                                                       | 3                                                       | 26                                                      | 16                                                      | 25                                                      |                             |
| 2014                                                    |                                                         |                                                         |                                                         | Thứ 8                                                   | 22                                                      | 7                                                       | 4                                                       | 11                                                      | 34                                                      | 52                                                      | 25                                                      |                             |
| 2015                                                    |                                                         |                                                         |                                                         | Thứ 8                                                   | 26                                                      | 9                                                       | 9                                                       | 8                                                       | 49                                                      | 39                                                      | 36                                                      |                             |
| 2016                                                    |                                                         |                                                         |                                                         | Thứ 5                                                   | 26                                                      | 11                                                      | 9                                                       | 6                                                       | 44                                                      | 32                                                      | 42                                                      |                             |
| 2017                                                    |                                                         |                                                         |                                                         | Vô địch                                                 | 26                                                      | 13                                                      | 9                                                       | 4                                                       | 46                                                      | 32                                                      | 48                                                      |                             |
| 2018                                                    |                                                         |                                                         |                                                         | Thứ 11                                                  | 26                                                      | 7                                                       | 10                                                      | 9                                                       | 37                                                      | 45                                                      | 31                                                      |                             |
| 2019                                                    |                                                         |                                                         |                                                         | Thứ 9                                                   | 26                                                      | 8                                                       | 10                                                      | 8                                                       | 43                                                      | 38                                                      | 34                                                      |                             |
| 2020                                                    |                                                         |                                                         |                                                         | Thứ 14                                                  | 18                                                      | 5                                                       | 3                                                       | 10                                                      | 28                                                      | 41                                                      | 18                                                      |                             |
| 2021                                                    |                                                         |                                                         |                                                         | Mùa giải bị hủy vì COVID-19                             | Mùa giải bị hủy vì COVID-19                             | Mùa giải bị hủy vì COVID-19                             | Mùa giải bị hủy vì COVID-19                             | Mùa giải bị hủy vì COVID-19                             | Mùa giải bị hủy vì COVID-19                             | Mùa giải bị hủy vì COVID-19                             | Mùa giải bị hủy vì COVID-19                             | Mùa giải bị hủy vì COVID-19 |
| 2022                                                    |                                                         |                                                         |                                                         | Thứ 3                                                   | 22                                                      | 12                                                      | 4                                                       | 6                                                       | 30                                                      | 22                                                      | 40                                                      |                             |
| 2023                                                    |                                                         |                                                         |                                                         | Vô địch                                                 | 18                                                      | 11                                                      | 4                                                       | 3                                                       | 40                                                      | 15                                                      | 37                                                      |                             |
| 2023–24                                                 |                                                         |                                                         |                                                         | Thứ 10                                                  | 26                                                      | 8                                                       | 8                                                       | 10                                                      | 34                                                      | 36                                                      | 32                                                      |                             |
| 2024–25                                                 |                                                         |                                                         |                                                         | Thứ 11                                                  | 26                                                      | 5                                                       | 11                                                      | 10                                                      | 27                                                      | 36                                                      | 26                                                      |                             |

### Cúp quốc gia
| 2019 (Quảng Nam FC)    | Vòng loại                | 30/03/2019               | Phù Đổng                 | 1-0                      | 1-0                      | Á quân                   |                          |                          |                          |                          |
| 2019 (Quảng Nam FC)    | Vòng 1/8                 | 29/06/2019               | Sông Lam Nghệ An         | 0-0 (Pen 9-8)            | 0-0 (Pen 9-8)            | Á quân                   |                          |                          |                          |                          |
| 2019 (Quảng Nam FC)    | Tứ kết                   | 03/07/2019               | Hoàng Anh Gia Lai        | 0-0 (Pen 5-4)            | 0-0 (Pen 5-4)            | Á quân                   |                          |                          |                          |                          |
| 2019 (Quảng Nam FC)    | Bán kết                  | 27/10/2019               | Becamex Bình Dương       | 2-1                      | 2-1                      | Á quân                   |                          |                          |                          |                          |
| 2019 (Quảng Nam FC)    | Chung kết                | 31/10/2019               | Hà Nội                   | 1-2                      | 1-2                      | Á quân                   |                          |                          |                          |                          |
| 2020 (Quảng Nam FC)    | Vòng 1/8                 | 31/05/2020               | Hồng Lĩnh Hà Tĩnh        | 0-1                      | 0-1                      | Vòng 1/8                 |                          |                          |                          |                          |
| 2021 (Quảng Nam FC)    | hủy do đại dịch Covid 19 | hủy do đại dịch Covid 19 | hủy do đại dịch Covid 19 | hủy do đại dịch Covid 19 | hủy do đại dịch Covid 19 | hủy do đại dịch Covid 19 | hủy do đại dịch Covid 19 | hủy do đại dịch Covid 19 | hủy do đại dịch Covid 19 | hủy do đại dịch Covid 19 |
| 2022 (Quảng Nam FC)    | Vòng loại                | 05/04/2022               | Becamex Bình Dương       | 1-0                      | 1-0                      | Vòng 1/8                 |                          |                          |                          |                          |
| 2022 (Quảng Nam FC)    | Vòng 1/8                 | 11/04/2022               | Bình Phước               | 0-3                      | 0-3                      | Vòng 1/8                 |                          |                          |                          |                          |
| 2023 (Quảng Nam FC)    | Vòng loại                | 01/04/2023               | Sông Lam Nghệ An         | 1-1 (Pen 4-3)            | 1-1 (Pen 4-3)            | Vòng 1/8                 |                          |                          |                          |                          |
| 2023 (Quảng Nam FC)    | Vòng 1/8                 | 06/07/2023               | Topenland Bình Định      | 1-1 (Pen 5-6)            | 1-1 (Pen 5-6)            | Vòng 1/8                 |                          |                          |                          |                          |
| 2023–24 (Quảng Nam FC) | Vòng loại                | 24/11/2023               | Hòa Bình                 | 4-1                      | 4-1                      | Vòng 1/8                 |                          |                          |                          |                          |
| 2023–24 (Quảng Nam FC) | Vòng 1/8                 | 12/03/2024               | Hải Phòng                | 1-2                      | 1-2                      | Vòng 1/8                 |                          |                          |                          |                          |
| 2024–25 (Quảng Nam FC) | Vòng loại                | 20/10/2024               | Hải Phòng                | 2-4                      | 2-4                      | Vòng loại                |                          |                          |                          |                          |

## Sự Cố
Ngày 25/6, đội bóng đá trẻ Quảng Nam gặp tai nạn khi xe chở họ lật tại Đèo Vi Ô Lắc ở huyện Ba Tơ, tỉnh Quảng Ngãi. Sự cố này đã làm mất mạng một cầu thủ và gây thương tích cho 5 cầu thủ và 1 CĐV, trong đó có 2 người bị thương nặng. Các thành viên trong CLB đã xác nhận sự thật về việc xe chở đội bị lật. Cầu thủ đã qua đời trong tai nạn là Võ Minh Hiếu, trong khi hai cầu thủ bị thương nặng là L.Q.H và N.P.H.
Tai nạn xảy ra khi đội trẻ Quảng Nam đang trên đường trở về sau trận thắng với tỷ số 5-0 trước Gama Vĩnh Phúc trong khuôn khổ giải hạng Nhì Quốc gia 2023, diễn ra tại sân vận động tỉnh Kon Tum.